# Sylvilagus parentum
{{#ifeq:0|0|{{#if:|{{#if:Sylvilagusparentum|[[]}}|}}}}
Sylvilagus parentum — це південноамериканський вид кроликів, описаний у 2017 році. Він відомий у низовинах західного Суринаму та був описаний із зразків, зібраних голландськими вченими у 1980-х роках. Його розмір відносно великий для Sylvilagus. Кролик, ймовірно, вже перебуває під загрозою через погіршення навколишнього середовища в регіоні, і його відкриття може сприяти збереженню в цьому районі. Його відкрив професор Портлендського державного університету Луїс Руедас.